# Gare du Tréport - Mers
Gare du Tréport - Mers vasútállomás Franciaországban, Le Tréport településen.

## Vasútvonalak
Az állomást az alábbi vasútvonalak érintik:
- Épinay-Villetaneuse–Le Tréport-Mers-vasútvonal

## Kapcsolódó állomások
A vasútállomáshoz az alábbi állomások vannak a legközelebb:
- Gare d’Abancourt
- Gare d’Eu